# Tunnel du Grand Brion
Pour les articles homonymes, voir Grand Brion.
Le tunnel du Grand Brion est un tunnel ferroviaire situé sur la commune française de Vif, en Isère, ouvert en 1878.
Tunnel hélicoïdal long de 1 175 mètres et formant une courbe en S, il permet le passage de la ligne des Alpes à travers la montagne du Grand Brion, à quelque 465 mètres d'altitude. Il donne son nom à un repli naturel situé sur les flancs occidentaux du Grand Brion appelé la gorge du Tunnel.

## Situation ferroviaire
Le tunnel est situé au point kilométrique (PK) 156+178 de la ligne de Lyon-Perrache à Marseille-Saint-Charles (via Grenoble), entre les gares de Vif (au nord) et de Monestier-de-Clermont (au sud),. En direction nord-sud, il est précédé par le viaduc du Crozet et suivi par le viaduc de la Merlière.

## Historique
La planification du percement du Grand Brion est envisagée peu après les études par la compagnie PLM d'une nouvelle ligne ferroviaire coupant à travers les Alpes, la ligne des Alpes. La décision de création de cette ligne est actée en 1869, et le plan final de la ligne Grenoble - Pont-de-Claix - Vif par Saint-Georges-de-Commiers est fixé en 1873.
Après la construction de la gare de Vif, en 1874, c'est le tunnel du Grand Brion qui est creusé, dont le percement s'achève en 1877. Pour y arriver, la voie ferrée traverse le viaduc du Crozet, fait un large demi-tour en arc de cercle sur le plateau éponyme puis longe les coteaux ouest et nord du Grand Brion avant d'entrer par le portail nord du tunnel.
La ligne jusqu'à Vif est inaugurée le 11 décembre 1876, mais la mise en fonction du tunnel se fait le 29 juillet 1878, avec l'inauguration du deuxième tronçon jusqu'à Veynes.

## Caractéristiques

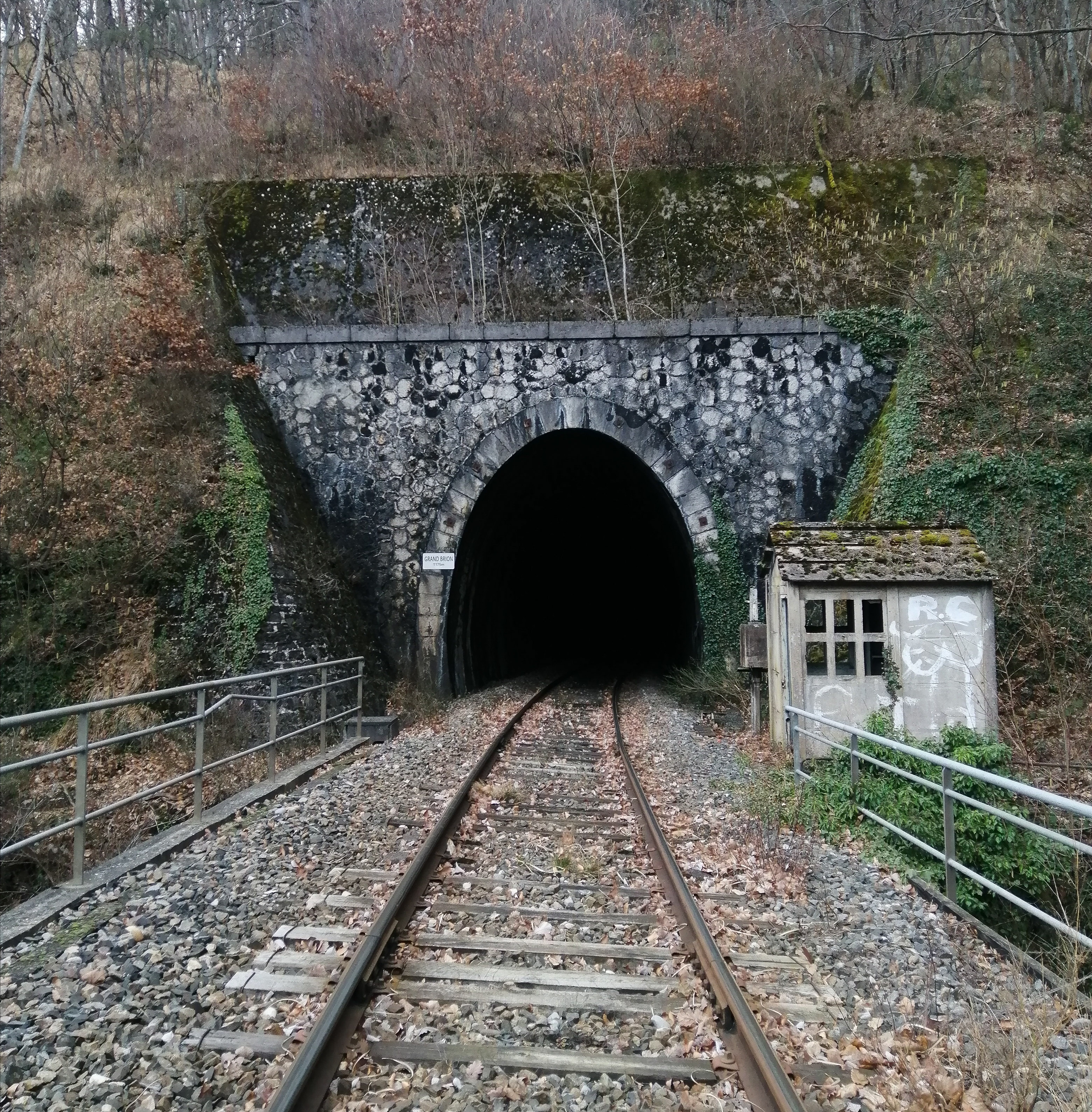
Portail sud du tunnel, au niveau de la gorge du Tunnel.

Du fait de son étroitesse, le tunnel du Grand Brion est considéré comme mal aéré et fut longtemps le cauchemar des conducteurs de locomotives à vapeur (242 AT du PLM, 141E et 141F du PLM puis de la SNCF, 141R de la SNCF) qui devaient porter un masque pour pallier le manque d'oxygène. Aujourd'hui encore, une pancarte de signalisation ferroviaire à l'entrée nord du tunnel permet aux trains de rebrousser chemin s'il y a un problème.
Le tunnel du Grand Brion a un degré de pente de 25 %. C'est le tunnel le plus long de toute la ligne Grenoble-Veynes.